# Fishhook (Alaska)
Fishhook ist ein census-designated place (CDP) im Matanuska-Susitna Borough in Alaska in den Vereinigten Staaten. Das U.S. Census Bureau hat bei der Volkszählung 2020 eine Einwohnerzahl von 5.048 ermittelt.

## Geographie
Fishhook liegt nordwestlich von Palmer und nördlich von Lakes und Farm Loop. Die Erschließung der Gegend wurde durch die Wasilla-Fishhook Road und die Fishhook-Willow Road, die nördlich des Little Susitna River in die Hatcher Pass Road übergeht, begünstigt. Fishhook liegt etwa 40 bis 60 Autominuten von Anchorage entfernt.

## Geschichte
Fishhook wurde nach dem Fishhook Creek benannt, der nordwestlich von Palmer in den Little Susitna River fließt. 1906 wurde auf dem Grund des Fishhook Creek Gold gefunden. Ein Jahr später wurde eine Goldmine in dem Gebiet angelegt. Dies führte zu einem Massenansturm von Goldsuchern, was schließlich die Gründung des Willow Creek Mining District bewirkte. The Carle Wagon Road (jetzt Wasilla-Fishhook Road) wurde gebaut, um Fracht zu den Goldminen zu befördern. Hatcher Pass wurde ein bevorzugtes Skigebiet für die in den Goldminen beschäftigten Bergleute und andere Ortsansässige. Eine Seilbahn und ein Skilift waren am Hatcher Pass in Betrieb, bis dies 1972 durch neue Sicherheitsbestimmungen nicht mehr möglich war. Gegenwärtig ist ein Weltklasse-Skizentrum am Government Peak in der Planung.

## Wirtschaft
Die Wirtschaft basiert auf Einzelhandel. Viele Einwohner arbeiten in Anchorage, Palmer und Wasilla oder sind im öffentlichen Dienst bei der Gemeindeverwaltung des CDPs, des Boroughs und des Bundes beschäftigt. Independence Mine State Historical Park und der Hatcher Pass sind die beliebtesten Touristenziele in der Gegend. Der George Parks Highway, der Glenn Highway sowie andere lokale Straßen verbinden das Gebiet mit Anchorage, dem Rest des Bundesstaates und Kanada. Die Alaska Railroad bedient Routen nach Fairbanks und Seward.

## Demografie
Zum Zeitpunkt der Volkszählung im Jahre 2000 (U.S. Census 2000) hatte Fishook CDP 2030 Einwohner auf einer Landfläche von 228,2 km². Das Durchschnittsalter betrug 33,2 Jahre (nationaler Durchschnitt der USA: 35,3 Jahre). Das Pro-Kopf-Einkommen (engl. per capita income) lag bei US-Dollar 20.042 (nationaler Durchschnitt der USA: US-Dollar 21.587). 8,5 % der Einwohner lagen mit ihrem Einkommen unter der Armutsgrenze (nationaler Durchschnitt der USA: 12,4 %). 23,5 % der Einwohner sind deutschstämmig.